# Цао Мяньїн
Цао Мяньїн (19 червня 1967) — китайська академічна веслувальниця.
Срібна призерка Олімпійських Ігор 1996 року в складі парної двійки, учасниця 1988, 1992 років.
Срібна призерка Чемпіонату світу 1989 року в складі розпашної четвірки без стернової.